# Кречетников, Пётр Никитич
Пётр Никитич Кречетников (1727 — после 1800) — генерал-майор русской императорской армии, командующий корпусом в войне против барских конфедератов, впоследствии астраханский губернатор.

## Биография
Происходил из рода Кречетниковых, сын Никиты Семёновича и Екатерины Григорьевны Собакиной. Старший брат генерал-аншефа графа Михаила Кречетникова.
В 1764 году был уже полковником (с 03.03.1763 — генерал-майор). В войне против барских конфедератов 1767—1769 гг. начальствовал значительным отрядом русских войск в Речи Посполитой; тут он навлёк на себя неудовольствие тем, что своими движениями слишком близко от турецкой границы раздражил турок, и без того готовившихся начать с Россией войну; кроме того, до императрицы Екатерины II дошло, что Кречетников производил очень большие поборы в тех местностях, где проходил с войсками, и обращал эти поборы преимущественно в свою пользу. Он был отозван с формулировкой:

Общий вопль от злых и добрых по всей Польше противу недозволенного и всю славу военной службы развращающего, как и делам весьма вредного поведения нашего генерал-майора Кречетникова вынуждает из нас такие меры, которые во всяком другом случае были б претительны нашей природной склонности и статским правилам. Сей генерал, по-видимому, вышед совсем из пределов должности и уважения к славе нашего оружия и ослепясь мерзкими презрительным корыстолюбием, производит, как сказывают, такие себе нажиточные грабежи на тамошней земле, что уже многие обозы с пограбленным оттуда выслал. Мы за нужное нашли отозвать его от команды.
В 1771—1772 годах стоял с воинской командой в Ярославле для наблюдения предосторожностей против распространения чумы, свирепствовавшей в Москве и вскоре после того, по покровительству Чернышёвых, был назначен астраханским губернатором; но и здесь действиями его в период пугачёвского бунта были недовольны, и он получил в 1775 году отставку. Умер после 1800 года.

## Частная жизнь
П. Н. Кречетников был женат на Анне Яковлевне Сытиной и имел от этого брака сына Ивана, бывшего в 1787—1796 гг. председателем Костромской уголовной палаты и оставившего потомство, и дочь Елизавету, бывшую в замужестве за бригадиром И. Д. Шепелевым.
После выхода в отставку генерал обустроил в Шуйском уезде Владимирской губернии (ныне Ивановский район) усадьбу «Богородское», сохранившуюся до наших дней. Церковь при усадьбе служила усыпальницей рода Кречетниковых.
- Иван Петрович, советник Рязанской уголовной палаты (1780), председатель Костромской уголовной палаты (1787-1796), коллежский советник. Первая супруга —  Степанида Ивановна, урождённая Загряжская, Вторая супруга — Наталия Николаевна, урождённая Дмитриева-Мамонова.
  - Пётр Иванович, полковник. Супруга — Елисавета Сергеевна, урождённая Лаврова (?—1831).
  - Михаил Иванович (?—8.07.1848, Москва), штабс-капитан и Звенигородский уездный предводитель дворянства (1837), умер холостым.
  - Степанида Ивановна (?—5.1841). Супруг — Александр Гавриилович Жеребцов.
  - Екатерина Ивановна, умерла девицей.
- Елисавета Петровна (?—1839). Супруг — Иван Дмитриевич Шепелев (?—1812), бригадир, предводитель дворянства Калужской губернии (22.12.1806—20.08.1812). Брат генерала Дмитрия Дмитриевича Шепелева. Похоронен в Тихоновой пустыни Калужского уезда в семейном склепе. Жили в усадьбе Кречетниковых Воробьёво Калужской губернии[4].
  - Мария Ивановна (1782/1789—1862). Супруг — Василий Александрович Сухово-Кобылин (1782—1873). В 1799 году произведен в офицерское звание при Гвардейской Конной артиллерии, с 1811 — подполковник 4 Запасной Артиллерийской бригады. Участник Отечественной войны, в сражении под Аустерлицем был ранен (потерял глаз). Обстреливал из своих орудий Париж и 19 марта 1814 года вступил в него в авангарде русской армии под начальством графа Палена[5]. В 1814 в чине полковника вышел в отставку. Владелец имений в Московской, Тульской, Ярославской губерниях. В 1816 купил особняк в Москве (Большой Харитоньевский переулок, ныне дом 8, сохранился)[6]. Предводитель дворянства Подольского уезда Московской губернии. С 1846 года — управляющий Выксунскими заводами Ивана Родионовича Баташе́ва, в родстве с которым находилась его супруга. Мария Ивановна была хозяйкой литературного салона в своём доме на Тверской близ Страстного монастыря, в известном москвичам «Доме Фамусова»[7].
    - Елизавета Васильевна (12 (24) августа 1815, Москва — 15 (27) марта 1892, Варшава), известная как писательница Евгения Тур. Похоронена в родовой усыпальнице Шепелевых в монастыре Тихонова пустынь близ Калуги.
    - Александр Васильевич (17 [29] сентября 1817, Москва — 11 [24] марта 1903, Больё-сюр-Мер, Франция) — русский философ; драматург; переводчик; почётный академик Петербургской Академии наук
    - Софья Васильевна (1825, Москва — 25 сентября (7 октября) 1867, Рим (по другим сведениям — имение Кобылинка, Чернский уезд, Тульская губерния)) — русская художница. Первая официально признанная профессиональная женщина-художник в России[8].
    - Евдокия Васильевна (30 октября 1819—1896)[9][10]. Супруг — Михаил Фёдорович Петрово-Соловово (?—23 января 1887).
    - Иван Васильевич, умер в младенчестве.

  - Александр Иванович (?—13.8.1814). Был смертельно ранен под Фершампенуазом и к вечеру того же дня скончался в Коннантре, где и погребён[11]
  - Александра Ивановна (?—1825)
  - Анна Ивановна (?—1835)
  - Николай Иванович, полковник, помещик, благотворитель. Принят в кавалергарды юнкером 19 октября 1815 г.; эст.-юнкером в 1816 г., произведен корнетом 13 февраля 1817 г., поручиком в 1818 г., штабс-ротмистром в 1821 г., ротмистром в 1823 г. В течение своей службы неоднократно был командирован для покупки ремонта; 11 октября 1827 г. уволен по домашним обстоятельствам полковником, с мундиром[12].
  - Софья Ивановна. Супруг —  Жуков Николай Иванович (1783—1847), генерал-майор, тайный советник, помещик Калужской губернии.

## Награды
- Орден Святой Анны (26.01.1767)[13][14]
- Орден Белого орла[15]